# Пукьяну, Корнел
Корнел Димитриу Пукьяну (венг. Cornel Puchianu; род. 27 октября 1989, Брашов) — румынский биатлонист. Бронзовый призёр чемпионата мира по летнему биатлону 2015 года в смешанной эстафете, серебряный призёр чемпионата мира среди военнослужащих 2011 года в гонке патрулей на 25 км.

## Карьера
В сборную Румынии начал привлекаться с сезона 2012/2013. Достаточно быстро он стал лидером среди румынских биатлонистов.
В 2013 году дебютировал на первенствах мира в чешском Нове-Место. По ходу спринта Пукьяну удалась небольшая сенсация. При подходе к первому огневому рубежу он занимал лидирующее место. Однако неточная стрельба отбросила его далеко назад и гонку румын завершил на 75-м месте.
На Олимпийских играх в Сочи в спринте Пукьяну отстрелял на "ноль" и занял 30-е место, тем самым он впервые в своей карьере попал в первую "тридцатку" на крупных турнирах.
На данный момент его лучшим результатом является 14-е место в индивидуальной гонке на Кубке мира по биатлону.
Сдал позиций в кубке мира по биатлону, очков даже не может набрать уже.
Корнел Пукьяну также принимает участие в соревнованиях среди лыжников.

### Участие на зимних Олимпийских играх
Результаты на Олимпийских играх:
|                                          | Индивидуальное соревнование | Индивидуальное соревнование | Индивидуальное соревнование | Индивидуальное соревнование | Эстафетные соревнования | Эстафетные соревнования |
| Спринт                                   | Преследование               | Индивидуальная гонка        | Масс-старт                  | Эстафета                    | Смешанная эстафета      |                         |
| ---------------------------------------- | --------------------------- | --------------------------- | --------------------------- | --------------------------- | ----------------------- | ----------------------- |
| Зимние Олимпийские игры 2014 \| Сочи     | 30.                         | 47.                         | 59.                         | –                           | –                       | –                       |
| Зимние Олимпийские игры 2018 \| Пхёнчхан | 60.                         | 58.                         | 55.                         | –                           | 14.                     |                         |

## Кубок мира по биатлону

##### Результаты выступлений в Кубке мира, общий зачёт
2014/2015— 61-е место
2015/2016—84-е место
2016/2017—53-е место
2017/2018—99-е место
2018/2019—97-е место
2019/2020 —80-е место